# Ricky Meléndez
Ricardo Omar Meléndez Sauri, más conocido como Ricky Meléndez (San Juan, 22 de noviembre de 1967), cantante y abogado puertorriqueño que perteneció al grupo Menudo en la década de los años 70 y 80', junto a sus dos hermanos mayores Carlos y Óscar. Se retiró del grupo en 1984 y fue reemplazado por el cantante Ricky Martin.

## Nacimiento, infancia y juventud
Fue uno de los miembros originales de menudo, y fue el único en durar siete años en el grupo.
Antes de su retiro en 1984, él decide que Ricky Martin sea su sucesor, ya que sabía que Martin tenía un futuro prometedor.

### Vida fuera de menudo
Estudió para abogado, esto debido a que él sabía que no podía vivir cantando toda la vida. Fue educado en la Universidad de Florida Central.
Actualmente está casado con Miriam Calderín, con quien tuvo 4 hijos y ya hasta es abuelo.

### El Reencuentro y vida presente
Después de muchos años en 1998 se volvió a reunir con sus compañeros que también formaron parte del grupo Menudo como René Farrait, Miguel Cancel, Johnny Lozada, Ray Reyes y Charlie Massó, llamado esta vez El Reencuentro, que gracias a la colaboración del cantante Luis Fonsi, él con el resto de sus compañeros parecía despedirse del público, pero el grupo ha continuado haciendo conciertos desde entonces pese a su ausencia.
Desde 2015, El Reencuentro canta sin los servicios de Meléndez y de Lozada, debido a una discrepancia monetaria en la cual los otros miembros del grupo culparon a Meléndez y a Lozada. Meléndez continua ejerciendo su profesión de abogado en una firma Sanjuanera en Puerto Rico.

### Despedida de Ray Reyes
En 2021, luego del fallecimiento de Ray Reyes, acudió a despedirlo, junto con Fernando Sallaberry, René Farrait, Johnny Lozada, Miguel Cancel, Robert Avellanet, Charlie Massó (quien no asistió pero dio sus palabras de adiós a Ray), Robi Draco Rosa y Ricky Martin (quien mandó arreglos para hacerse presente en el funeral de Ray).
Incluso Edgardo Díaz acudió a la ceremonia de Ray.
- Datos: Q7332137